# یان کرائوس (بازیگر)
یان کرائوس (چکی: Jan Kraus؛ زادهٔ ۱۵ اوت ۱۹۵۳) بازیگر و مجری تلویزیون اهل کشور جمهوری چک است. او از سال ۱۹۶۷ در بیش از هشتاد فیلم ظاهر شد. پدرش اوتا کرائوس، بازمانده هولوکاست، روزنامه‌نگار و نویسنده بود. ایوان کرائوس نویسنده برادر اوست.
از فیلم‌ها یا برنامه‌های تلویزیونی که وی در آن نقش داشته‌است می‌توان به فاوست و جسدسوز اشاره کرد.